# Julien Peurquaet
Juliaan Hendrik Emiel Peurquaet, ook Jules, (Oostende, 30 november 1885 - 4 oktober 1947) was een Belgisch volksvertegenwoordiger.

## Levensloop
Hij was een zoon van Juliaan Peurquaet en van Victorina Boudeloot. Hij trouwde met Helena Asaert.
Metaalbewerker van beroep werd hij actief bij socialistische organisaties. Hij was stichter van de metaalwerkersbond, van het syndicaat van trambedienden (1909) en van het syndicaat van gemeentepersoneel (1923). Hij werd voorzitter van de federatie van socialistische vakbonden in het arrondissement Oostende. Tijdens het interbellum was hij een van de kopstukken van het socialisme in Oostende.
In 1921 werd hij verkozen tot gemeenteraadslid van Oostende en vanaf 1933 tot aan zijn dood was hij schepen van openbare werken.
Van 1925 tot 1932 was hij provincieraadslid voor het district Oostende.
Hij werd verkozen tot socialistisch volksvertegenwoordiger voor het arrondissement Oostende en vervulde dit mandaat tot aan zijn ontslag op 1 oktober 1946, waarbij hij werd opgevolgd door Roger De Kinder. 
Hij was beheerder van de coöperaties De Oostendse Haard en Heropbouw Oostende en voorzitter van de samenwerkende maatschappij Volkshuis van Oostende.  
Tijdens de Eerste Wereldoorlog was hij oorlogsvrijwilliger en tijdens de Tweede Wereldoorlog was hij politiek gevangene.